# エンベロープ (コブクロの曲)
「エンベロープ」は、コブクロの35枚目のシングル。ワーナーミュージック・ジャパンから2023年3月1日に発売。表題曲は、各音楽配信サイトでは2023年1月20日に配信開始されている。

## 解説
タイトルのエンベロープ (envelop) とは「包み込む」という意味であり、「リエゾン-こどものこころ診療所-」の主題歌として書き下ろされた。
2023年1月20日に表題曲が先行配信され、同年3月1日に発売された。
カップリングには2022年のLIVE TOURで大幅なアレンジを加られた楽曲が収録されている。通常盤には「ベテルギウス」、「あの太陽が、この世界を照らし続けるように。」が収録されており、初回限定盤のみこの2曲に加え、「時の足音」も収録。

## 収録曲
通常盤
1. エンベロープ
  - 作詞 : 小渕健太郎、作曲 : 小渕健太郎・黒田俊介、 編曲 : コブクロ
  - テレビ朝日系列 金曜ナイトドラマ「リエゾン-こどものこころ診療所-」主題歌。
2. ベテルギウス (LIVE at 大阪城ホール 2022.11.01)
  - 作詞・作曲 : 小渕健太郎
  - 16thシングルのカップリングのLIVE ver.
3. あの太陽が、この世界を照らし続けるように。(LIVE at さいたまスーパーアリーナ 2022.11.20)
  - 作詞・作曲 : 小渕健太郎
  - 21stシングルのLIVE ver.
4. エンベロープ(Instrumental)

初回限定盤
1. エンベロープ
2. ベテルギウス (LIVE at 大阪城ホール 2022.11.01)
3. あの太陽が、この世界を照らし続けるように。(LIVE at さいたまスーパーアリーナ 2022.11.20)
4. 時の足音 (LIVE at さいたまスーパーアリーナ 2022.11.20)
  - 作詞・作曲 : 小渕健太郎・黒田俊介
  - 16thシングルのLIVE ver.
5. エンベロープ(Instrumental)

## 収録アルバム
- QUARTER CENTURY

## ライブ映像・音源作品
| 曲名         | 発売年 | 規格        | 作品名                                                                          | 収録日         |
| ------------ | ------ | ----------- | ------------------------------------------------------------------------------- | -------------- |
| エンベロープ | 2023年 | DVD/Blu-ray | KOBUKUROAD7                                                                     | 2023年2月16日  |
| エンベロープ | 2023年 | DVD/Blu-ray | KOBUKUROAD7                                                                     | 2023年3月8日   |
| エンベロープ | 2024年 | DVD/Blu-ray | KOBUKURO LIVE TOUR 2023 "ENVELOP" FINAL at 東京ガーデンシアター                 | 2024年1月26日  |
| エンベロープ | 2025年 | DVD/Blu-ray | KOBUKURO 25TH ANNIVERSARY TOUR 2024 "QUARTER CENTURY" FINAL at Asueアリーナ大阪 | 2024年11月10日 |